# Олександрівка (Божедарівська селищна громада)
Олекса́ндрівка — село в Україні, у Божедарівській селищній громаді Кам'янського району Дніпропетровської області.
Населення — 86 мешканців.

## Географія
Село Олександрівка знаходиться на лівому березі річки Базавлук, вище за течією на відстані 1 км розташоване село Калинівка, нижче за течією на відстані 2 км розташоване село Болтишка.

## Населення

### Мова
Розподіл населення за рідною мовою за даними перепису 2001 року:
| Мова            | Відсоток |
| --------------- | -------- |
| українська      | 96,4 %   |
| російська       | 1,2 %    |
| болгарська      | 1,2 %    |
| інші/не вказали | 1,2 %    |